# Inte OK
Inte OK var ett svenskt humorprogram som sändes mellan 2014 och 2015 på TV3 med programtiden 21:00 på tisdagar, sedan torsdagar i andra säsongen. Programledare var Felix Herngren och Brita Zackari. Följande säsong fortsatte Herngren som programledare, med nytt sällskap av Emma Knyckare som tog över Zackaris programledarroll.
I Inte OK besvarades frågor om vett och etikett, om vad som var okej och inte okej inom olika sociala situationer, som agerades ut i inspelade sketcher och i diskussioner mellan programledarna samt stundtals med inbjudna gäster.
Återkommande skådespelare i programmet var bland annat David Sundin, Rikard Ulvshammar, Annie Lundin, Sanna Sundqvist, Ida Wahlund, Emma Molin, Linus Eklund Adolphson, Veronica Bergström Carlsten och Fredrik Hallgren.

## Lista över avsnitt
| Säsong | Säsong   | Antal avsnitt | Sändningsdatum                  | Tittarsiffror (Genomsnitt) |
| ------ | -------- | ------------- | ------------------------------- | -------------------------- |
|        | Säsong 1 | 8             | 28 oktober – 16 december 2014   | 290 000                    |
|        | Säsong 2 | 8             | 24 september – 23 december 2015 | 216 000                    |

### Säsong 1
I första säsongens avsnitt gästades programmet av historiken Bengt Liljegren och etnologen Ida Hult.
| Nr | Tema                    | Originalvisning  | Tittarsiffror |
| --- | ----------------------- | ---------------- | ------------- |
| 01 | "Utseende och kropp"    | 28 oktober 2014  | 421 000       |
| I avsnittet undersöktes om våra kroppar och hur man använder dem; Var man fick vara naken i omklädningsrum, hur ärlig man fick vara om förändringar i utseende, hur man delar ett armstöd i biografen, hur man ger en kram samt hur man hanterar kroppsljud.                    |                         |                  |               |
| 02 | "Sociala medier"        | 4 november 2014  | 300 000       |
| Detta avsnitt besvarades frågor om hur man ska hantera sin mobiltelefon och sociala medier; När man får använda sociala medier på en middag, hur man startar ett telefonsamtal, när man får lyssna på andras samtal och hur man undviker klavertramp i den digitala världen.    |                         |                  |               |
| 03 | "Personliga relationer" | 11 november 2014 | 282 000       |
| Här visades hur man hanterar sina personliga relationer med bekanta, vänner och familj; Hur man visar ömhet i närvaro av andra människor, hur man använder smeknamn i en relation, hur man hälsar, hur man undviker en bekant samt hur man bekräftar sin kompis val av partner. |                         |                  |               |
| 04 | "Barn och föräldrar"    | 18 november 2014 | 281 000       |
| Hur man ska bete sig med eller mot barn och deras föräldrar; Hur man beskriver en bebis utseende, hur man bemöter jobbiga barn och deras föräldrar, när man får ha barn med sig på jobbet samt hur man bemöter andras barn.                                                     |                         |                  |               |
| 05 | "Offentliga miljöer"    | 25 november 2014 | 295 000       |
| I detta avsnitt visades hur man ska bete sig i det offentliga rummet; Hur man delar en hiss, vad det finns för regler i en kö, hur man passerar en medmänniska, vad man får äta som matlåda på jobbet samt när man får lämna kassakön.                                          |                         |                  |               |
| 06 | "Pengar"                | 2 december 2014  | 246 000       |
| Vad man ska göra vid användningen av pengar; Hur man gör när man blir bjuden på något, hur man delar en nota, när man måste köpa något i en butik, hur man frågar om pengar samt hur långt man behöver skjutsa.                                                                 |                         |                  |               |
| 07 | "Fest och middagar"     | 9 december 2014  | 261 000       |
| I avsnittet undersöktes hur man ska bete sig på fester och middagar; Hur man är rolig på en fest, vad en bra gå-bort-present vid middagar är, hur man ska agera när man inte känner igen en person samt hur man håller ett tal på ett bröllop.                                  |                         |                  |               |
| 08 | "Julen"                 | 16 december 2014 | 230 000       |
| Ett speciellt avsnitt om julen och hur vi firar den; Hur man agerar som tomte, hur man reagerar på en julklapp man inte tycker om, hur man kallpratar över generationsgränserna samt hur man adderar en rätt till julbordet.                                                    |                         |                  |               |

### Säsong 2
I den andra säsongen gästade Fredrik Lindström, Carolina Klüft, Carolina Gynning eller Henrik Schyffert som diskuterade ämnet tillsammans med Herngren.
| Nr | Tema                   | Gäst              | Originalvisning   | Tittarsiffror |
| --- | ---------------------- | ----------------- | ----------------- | ------------- |
| 01 | "Grannar"              | Fredrik Lindström | 24 september 2015 | 299 000       |
| I detta avsnittet visades hur man interagerar med grannar; Hur man tävlar mot sina grannar, hur man skriver arga lappar, hur man tar sig ur bjudspiralen, hur man hanterar en granne som har högljutt sex och vad som gäller vid utbyte av granntjänster.                                 |                        |                   |                   |               |
| 02 | "Träning och hälsa"    | Carolina Klüft    | 1 oktober 2015    | 247 000       |
| Här visades hur man ska bete sig på gymmet; Hur mycket man får låta på gymmet, vilka olika träningstyper som finns, hur länge man får gå utan att duscha, hur man får sin partner att träna och hur kösystemet funkar på gymmet.                                                          |                        |                   |                   |               |
| 03 | "Arbetsplatsen"        | Carolina Gynning  | 8 oktober 2015    | 265 000       |
| I avsnittet undersöktes vad för regler det finns på arbetsplatser; Vilka toalettregler som gäller på jobbet, hur personlig man får vara med kollegor, hur man förklarar sen ankomst till jobbet, vad man gör när arbetssysslorna tagit slut samt hur man ska bete sig efter en firmafest. |                        |                   |                   |               |
| 04 | "Vänner"               | Henrik Schyffert  | 15 oktober 2015   | 314 000       |
| Hur man ska bete sig med sina vänner och vänskaper; Hur lång tid det tar att få vänner, hur man får nya vänner på äldre dar, vilka tjänster man får be en icke-vän om, hur man hälsar på varandra på stan och hur man undviker kuratorfällan.                                             |                        |                   |                   |               |
| 05 | "Kommunikation"        | Fredrik Lindström | 22 oktober 2015   | 177 000       |
| Vad som är viktigt att tänka på i vår alldaglig kommunikation med omvärlden; Hur man handskas med dålig mottagning på mobilen, hur man framför dåliga nyheter, när man bör leverera en komplimang, hur många "va" man egentligen får säga samt hur man väljer profilbild.                 |                        |                   |                   |               |
| 06 | "På semestern"         | Carolina Gynning  | 29 oktober 2015   | 163 000       |
| I avsnittet undersöktes hur man beter sig på semester; Hur man hanterar språkförbistring, hur relationszonerna fungerar, hur länge man får prata om sin semester, hur man väljer resmål och var man ska sitta på badplatsen om man tar en hemester.                                       |                        |                   |                   |               |
| 07 | "I trafiken"           | Henrik Schyffert  | 5 november 2015   | 148 000       |
| I detta avsnittet besvarades frågor om hur man beter sig inom den sociala gråzonen inom trafiken; Hur man ska bete sig i bilen, hur tutspråket fungerar, hur vett och etikett-reglerna ser ut på bussen och hur man behåller sin värdighet vid fickparkering.                             |                        |                   |                   |               |
| 08 | "Bästa sociala tipsen" | Ingen gäst.       | 23 december 2015  | 113 000       |
| Ett specialavsnitt som sammanfattade de viktigaste och bästa sociala tipsen som hade getts inom seriens gång. |                        |                   |                   |               |

## Källhänvisningar
1. ↑  ”Vett, etikett och skratt med Zackari och Herngren”. Svenska Dagbladet. http://www.svd.se/kultur/4047389.svd. Läst 14 december 2014.
2. 1 2  ”Mediamätning i Skandinavien”. Arkiverad från originalet den 21 februari 2016. https://web.archive.org/web/20160221070857/http://hottoptv.mms.se/.